# 蔡萬春
蔡萬春（1916年12月20日—1991年12月2日），苗栗縣竹南鎮人，為霖園集團的創始人。弟蔡萬霖、蔡萬才、蔡萬得。

## 生平
其父蔡福安，是一名佃農。蔡萬春是次子，有一個胞兄蔡萬生和三個胞弟：蔡萬霖、蔡萬才與蔡萬得。此外還有三位姐妹，蔡玉串、蔡玉蘭、蔡玉梅。
1930年，蔡萬春畢業於竹南公學校。15歲時，蔡萬春帶兩個弟弟蔡萬霖和蔡萬才到台北發展，白天賣菜，晚上念書，23歲時考進資生堂做外務員。後以「丸萬」醬油發跡，並兼營旅社、木材行、窯場等。二次大戰後，為台北市城中區副區長，1957年出任臺北市第十信用合作社（已併入合作金庫銀行）理事會主席。為國泰集團的創始人，1979年中風退休，產業交由其子蔡辰男、蔡辰洲掌管。1991年12月病逝。

## 家庭
蔡萬春先後與余鳳嬌、戴瑞穗結婚，共育有五男五女
妻子余鳳嬌，生下長子蔡辰男，長女蔡貴照、次女蔡貴敏、四女兒蔡貴清。長女蔡貴照嫁邱嘉雄，邱曾任贊泰建設公司董事長。次女蔡貴敏嫁霧峰林家後代林中寬，次女是家族企業女性任職較高的一位，是競泰公司董事長；她的丈夫林中寬則作競泰公司總經理。蔡貴清嫁能率集團第一代董炯鑫，董曾在佳能公司任職，這對夫婦後來移居美國。
二房戴瑞穗，生下次子蔡辰洲、三子蔡辰洋、四子蔡辰鴻、五子蔡辰威、三女蔡淑貞、么女蔡淑媛。三女兒蔡淑貞嫁陳光博，陳曾任家族企業國塑公司協理，後來雙雙移居美國。么女蔡淑媛嫁陳國和，陳國和曾在國穎公司任職，現是日盛證券集團負責人，兩人之長女為女星關穎。